# Жудервиль, Исаак де
Исаак де Жудервиль (нидерл. Isaac de Jouderville; 1612, Лейден — 1645, Амстердам) — голландский живописец, рисовальщик и гравёр Золотого века голландского искусства. Ученик Рембрандта.

## Биография
Исаак родился в Лейдене. Он был сыном Исаака Жудервиля из Меца (северо-восточная Франция) и Магдалины Янсдаттер. Его отец владел гостиницей «Три селёдки» (De Drie Haringen) на углу улиц Ноордейнде и Рапенбург в Лейдене. Рембрандт ван Рейн жил недалеко от родительского дома, на Веддестиге. 1 января 1630 года Исаак де Жудервиль Младший стал его учеником. Он был вторым учеником Рембрандта после Герарда Доу. Поскольку его родители уже умерли, Де Жудервиль находился в то время под опекой пасторов Корнелиса ван Тетрода и Даниэля Гизиуса. Сохранившиеся квитанции показывают, что они заплатили ван Рейну шестимесячную плату за обучение.
26 апреля 1632 года Исаак поступил на факультет философии Лейденской высшей школы (Leidsche Hoogeschool). Многие художники в то время регистрировались как студенты, чтобы освободиться от налогов. Затем вместе с Рембрандтом он уехал в Амстердам.
8 февраля 1636 года Исаак де Жудервиль женился на Марии ле Февр. От неё у него было четверо детей: два сына и две дочери. В мае-июне 1641 года он переехал с Бреестраат в Лейдене на Польстраат в Девентер. Он прожил в Девентере всего несколько лет; в 1643 году вернулся в Амстердам. После 1645 года о Жудервиле ничего не известно. Когда его дочь Марике вышла замуж за живописца-пейзажиста Фредерика де Мушерона (отца Исаака де Мушерона) 29 июля 1659 года, её родители уже умерли. Предположительно, Исаак де Жудервиль скончался в Амстердаме в 1645 году. Его старшая дочь вышла замуж за художника Авраама де Рейпа. Его вдова Мария в 1648 году вышла замуж за художника по стеклу Питера де Мельдера.

## Галерея

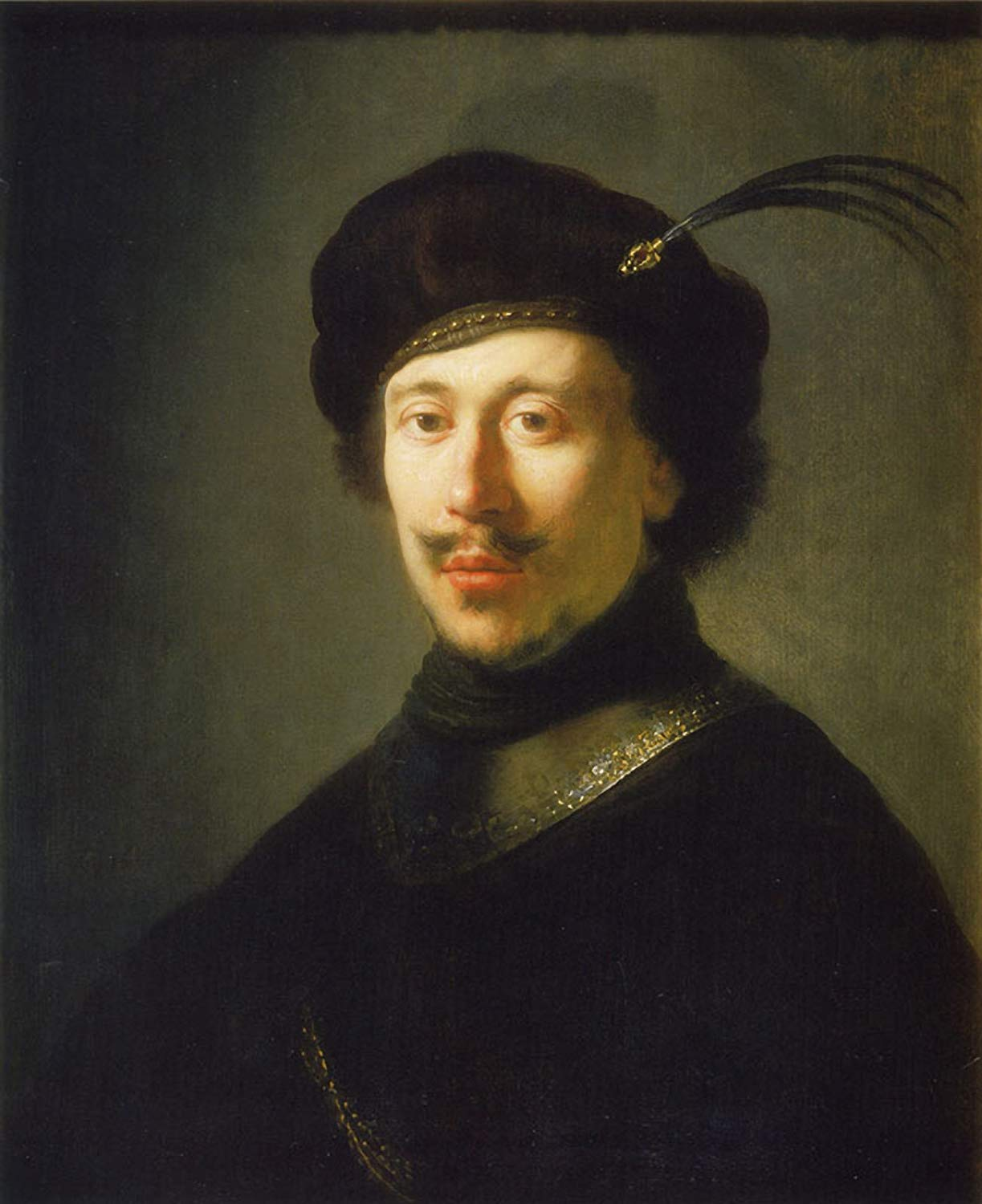
Бюст молодого человека в горжете и фуражке. 1631. Дерево, масло. Художественный музей Сан-Диего, Калифорния, США
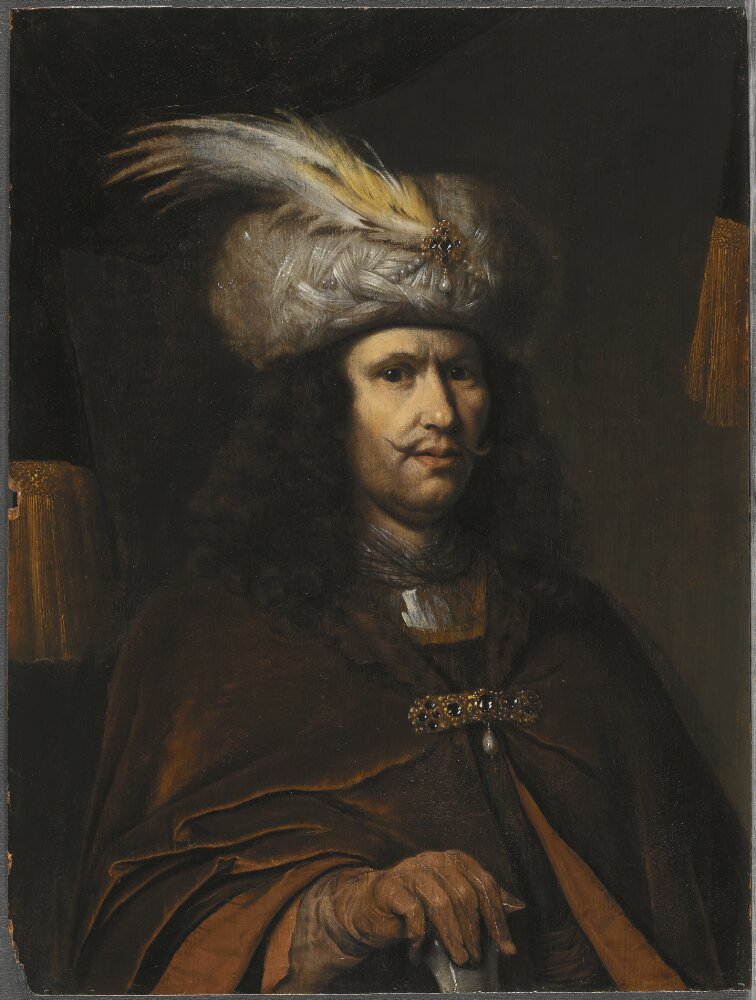
Человек в тюрбане с перьями. Дерево, масло. 	Национальный музей изобразительных искусств, Стокгольм
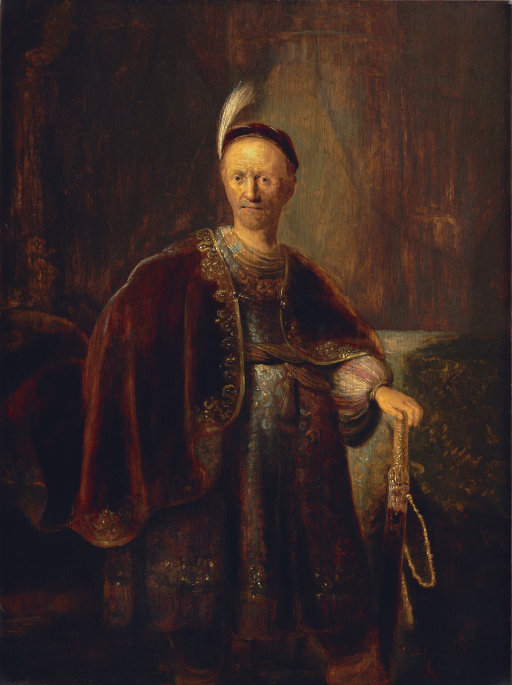
Человек в восточном костюме (портрет отца Рембрандта). До 1646. Дерево, масло. Частное собрание
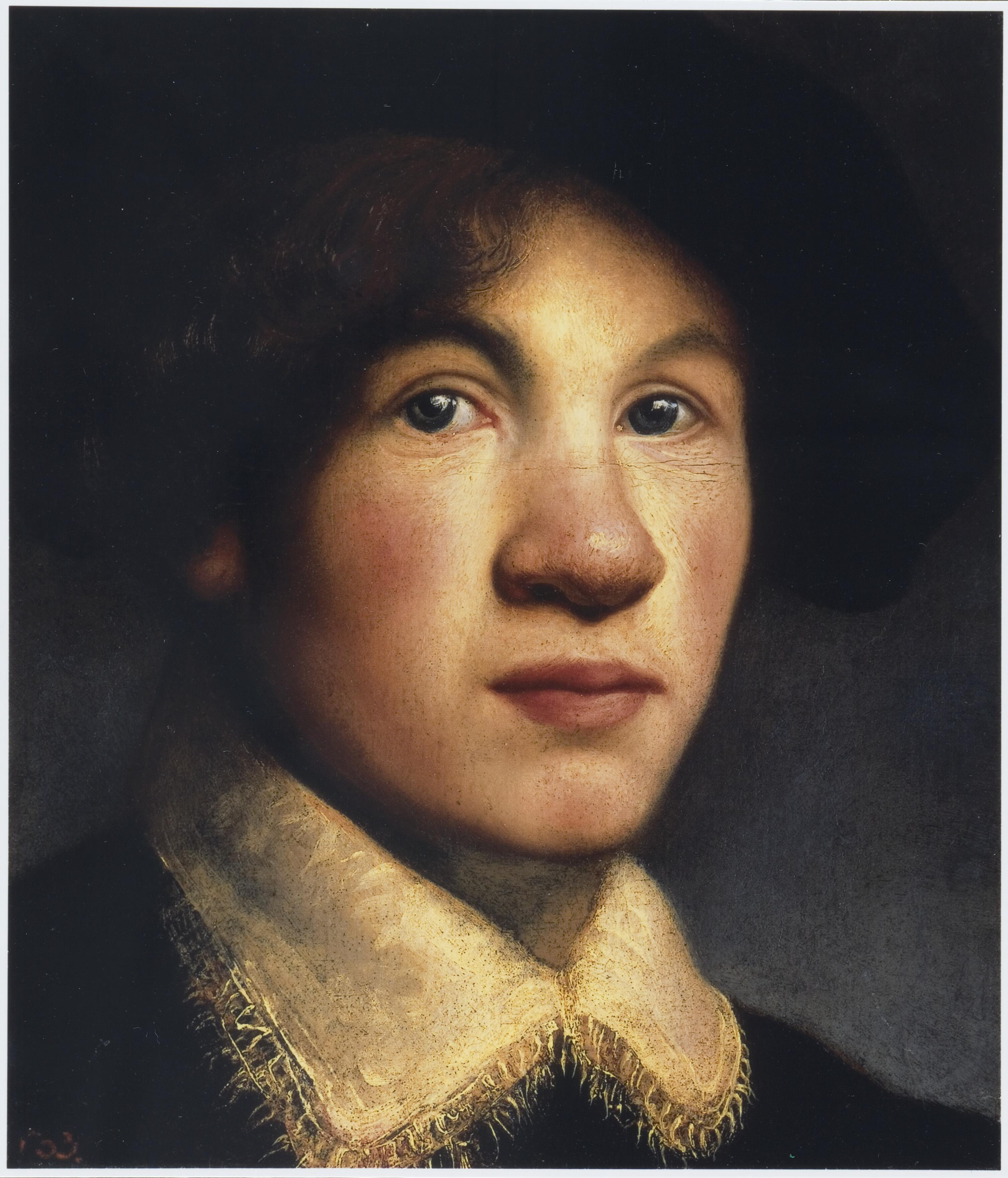
Портрет молодого человека (приписывается Рембрандту). Между 1627 и 1647. Бумага на дереве, масло. Частное собрание
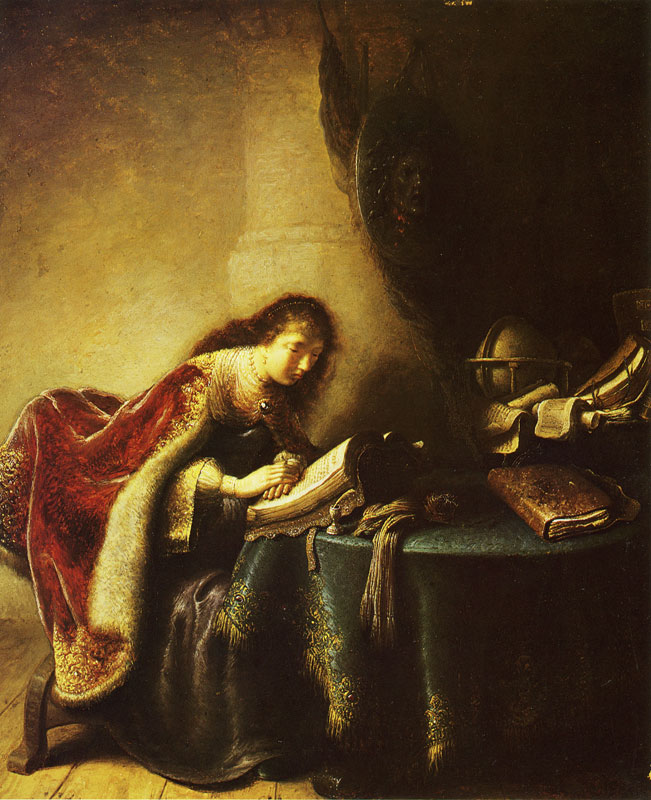
Минерва за научными занятиями. 1630. Дерево, масло. Денверский художественный музей, США
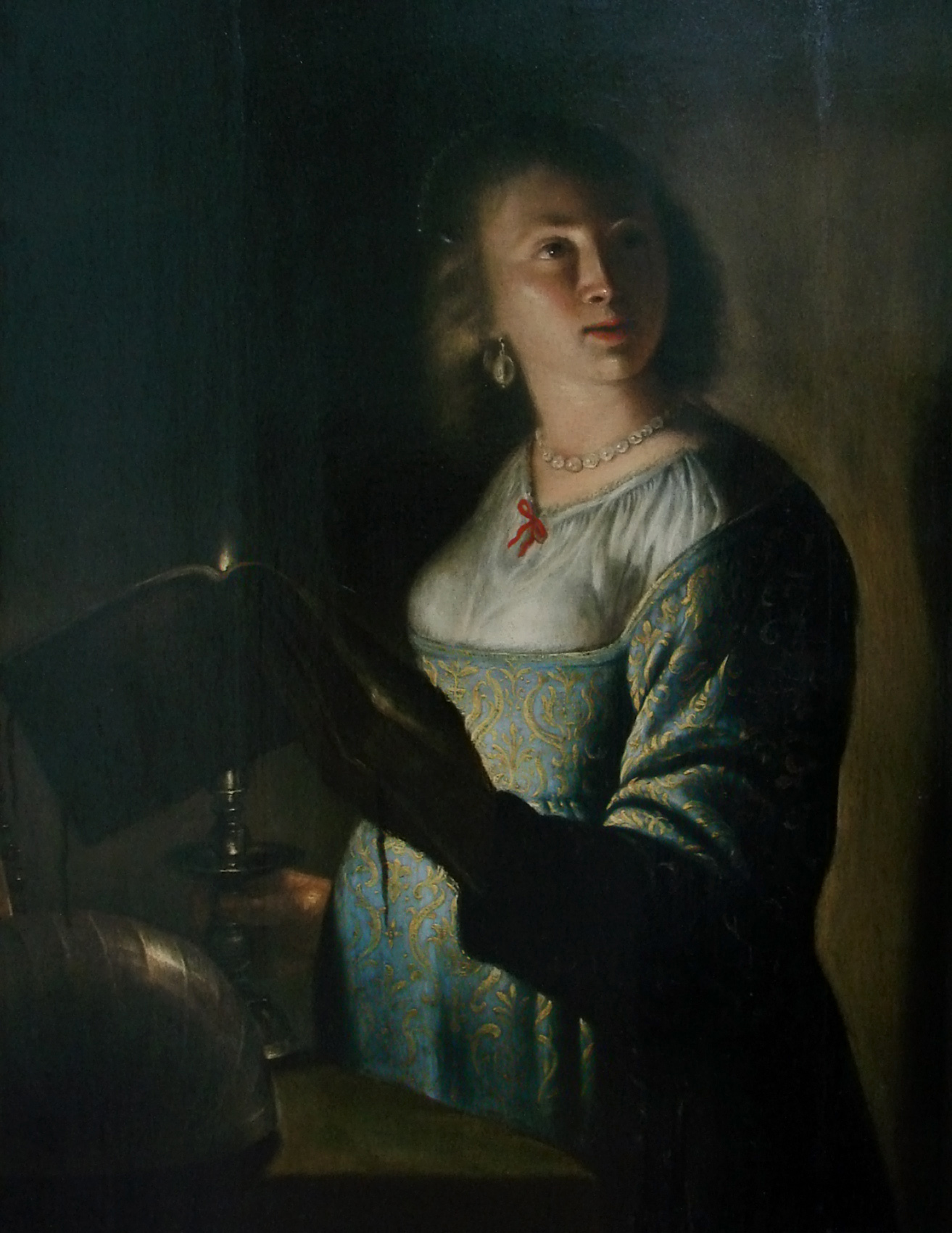
Женщина со свечой. Дерево, масло. Дворец изящных искусств, Лилль